# 総統命令
総統命令（そうとうめいれい、ドイツ語: Führererlass、もしくはドイツ語: Führerverordnung）とは、ナチス・ドイツの総統アドルフ・ヒトラーによって制定される命令の形式。総統令や指導者命令とも訳される。また一般的なヒトラーの指示（ドイツ語: Führerbefehl）や、軍事面で用いられる「総統指令（ドイツ語: Führerweisung）」も「総統命令」と訳されることもあるが、本項目では扱わない。

## 概要
1934年8月2日、パウル・フォン・ヒンデンブルク大統領の死によって、前日に制定された『国家元首に関する法律』に基づき、ドイツ国首相ヒトラーは国家元首の権能を手に入れた。翌日、ヒトラーは『国家元首に関する法律』の施行令を発布した。この法律は内務大臣ヴィルヘルム・フリックに対して、国家元首就任に対する民族投票を行うよう命じたものであるが、 従来の法令に必要な法的根拠の明示や、大臣の副署も存在しない異例の命令であった。この形式は1936年3月7日の「ライヒ国会解散及び新選挙実施に関する指導者兼首相命令」等でも同様であり、副署や根拠法を明示した従来のドイツ国大統領の大統領令による解散命令の形式とも異なっていた。これらドイツ語で「Führererlass」、あるいは「Führerverordnung」と呼ばれる命令は、ドイツ民族の指導者であるヒトラーの人格を根拠とするものであり、従来の法令とは全く異質のものであった。
総統官邸長官のハンス・ハインリヒ・ラマースは、総統命令の発行手続きには関係大臣の同意も必要でなく、ただヒトラーの意志のみで発令されたと証言している。ただし、すべての総統命令がヒトラーの意志のみによって成立したわけではなかった。たとえば1942年7月28日の『保健・衛生制度に関する総統命令』では、この命令で保健・衛生制度全権受任者に任じられたカール・ブラントが事前に草案を作成し、直接ヒトラーに署名を求めて成立したものであった。ヒトラー自身もラマースに対して「命令の詳細のすべてを理解しているわけではない」と発言している。しかし、民族の最高の権威とされた総統から発せられる総統命令の出現によって、従来の命令に対する法律の優位は完全に失われ、総統命令による法律の改廃すら行われるようになった。第二次世界大戦の開幕以降は、急速に政府による立法が減少し、総統命令による立法が重要な地位を占めることとなった。

## 主要な総統命令
- 『四カ年計画施行令』

1936年10月18日、新四カ年計画の開始と、ヘルマン・ゲーリングをその責任者に任ずる命令
- 『国防軍の指導に関する命令』

1938年2月4日、国防軍最高司令部の設置と、国防省及び国防大臣を廃止し、最高指揮権をヒトラーが掌握する命令
- 『国防最高評議会の組織に関する指導者命令』

1939年8月30日、国防最高評議会の設置を定めた命令
- 『ライヒおよび占領地における軍に対する犯罪の訴追のための規則』

1941年12月7日、治安妨害者に対する措置を定めた命令。通称夜と霧の布告。
- 『政府立法に関する指導者命令』

1943年、全権委任法の時限措置を事実上撤廃する命令